# Каодай
Каода́й (в'єт. Cao Đài — «Велике око») — синкретична монотеїстична релігія, заснована Нго Ван Тьеу в 1926 році в місті Тейнінь однойменної провінції на півдні В’єтнаму. Коротка назва релігії Đạo Cao Đài, повна назва — Đại Đạo Tam Kỳ Phổ Độ — «Великий шлях третьої епохи спасіння». Доктрина і культова практика каодаїзма містить елементи поширених у В’єтнамі буддизма, даосизма, конфуціанства, культа предків і католицтва, а також одкровень, отриманих під час спірітичних сеансів. Метою віруючих вважається позбавлення людини від ланцюга перероджень і з'єднання душі з божеством Каодай. Практикуються медитації, спілкування з духами та інші містичні практики, від духовенства вимагається целбат.
Організація Каодай відігравала значну роль в регіональній політиці на півдні В’єтнаму в середині ХХ століття, володіючи, не дивлячись на декларований пацифізм учення, власними збройні сили і контролюючи значні території

## Створення і розвиток

### Версії походження

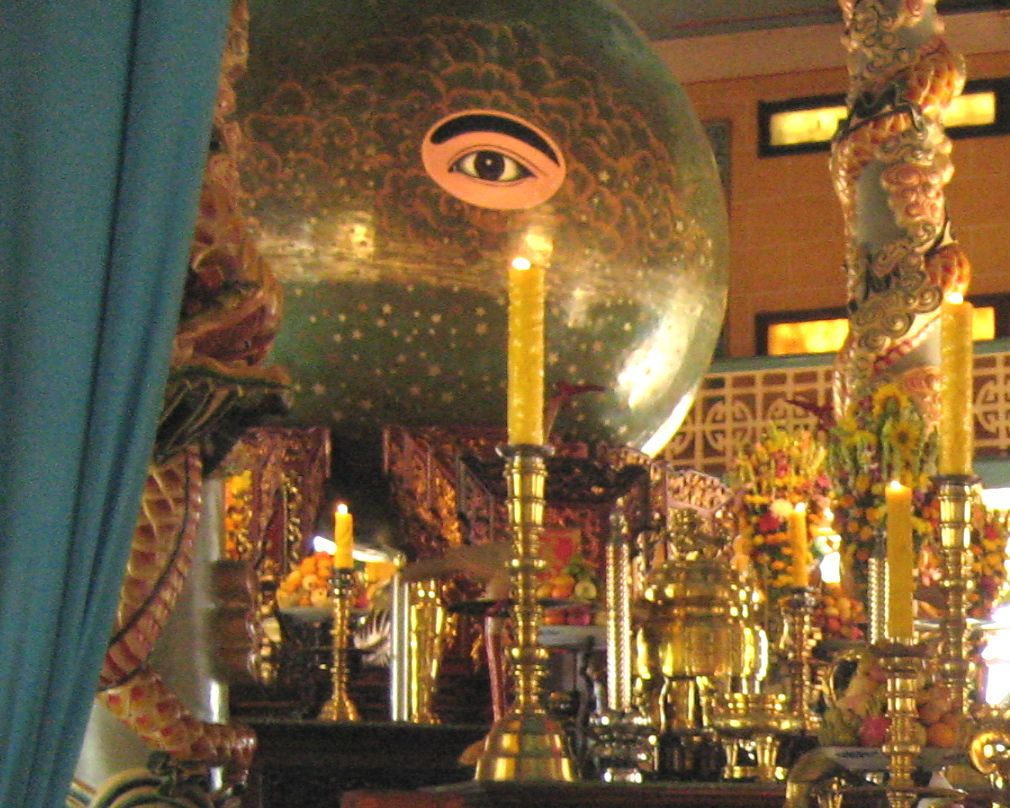
Зображення божества Каодай у вигляді всевидющого ока

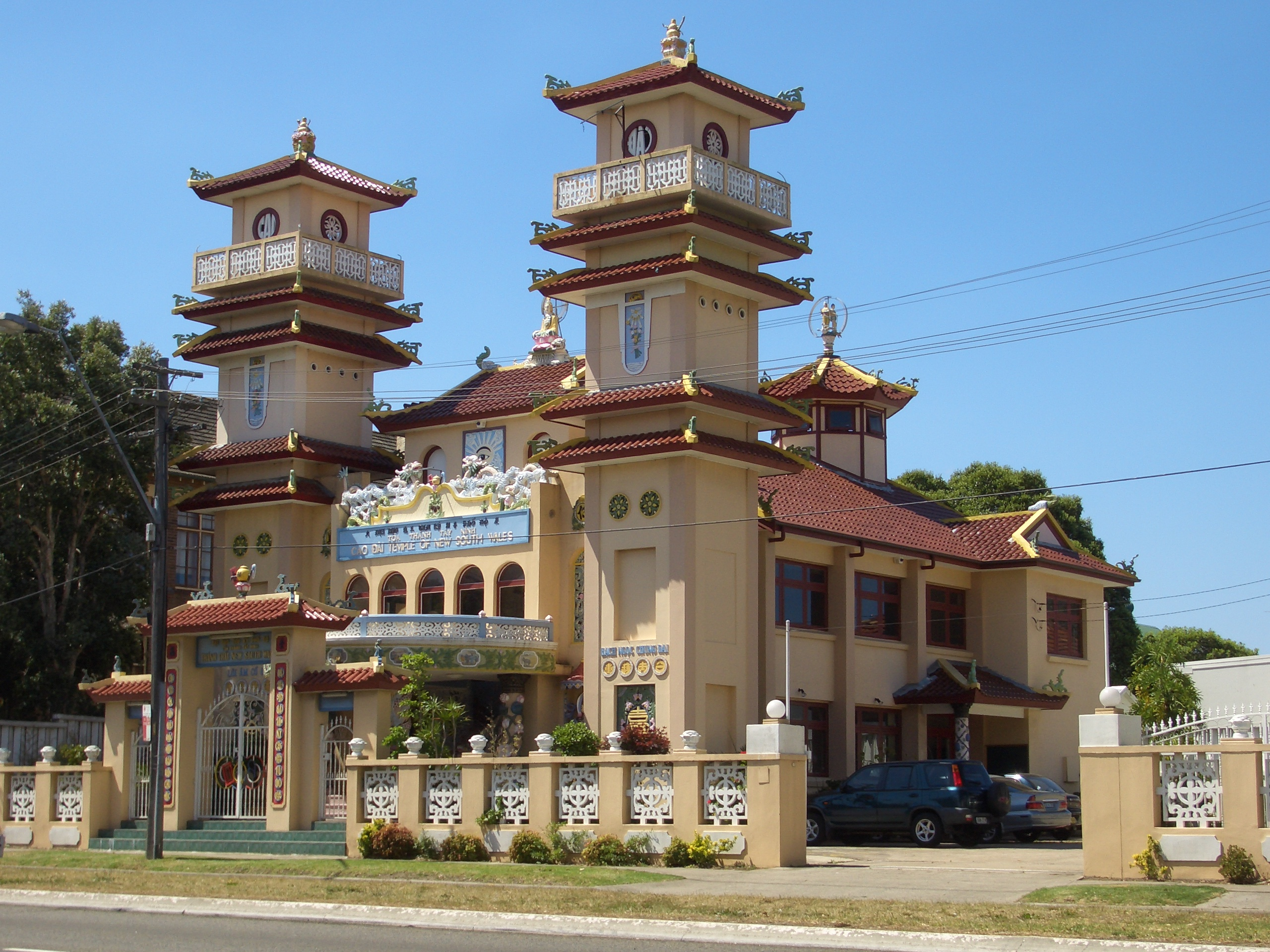
Каодайхрам в Новому Південному Уельсі, Австралія

В історичній літературі є три теорії походження Каодай

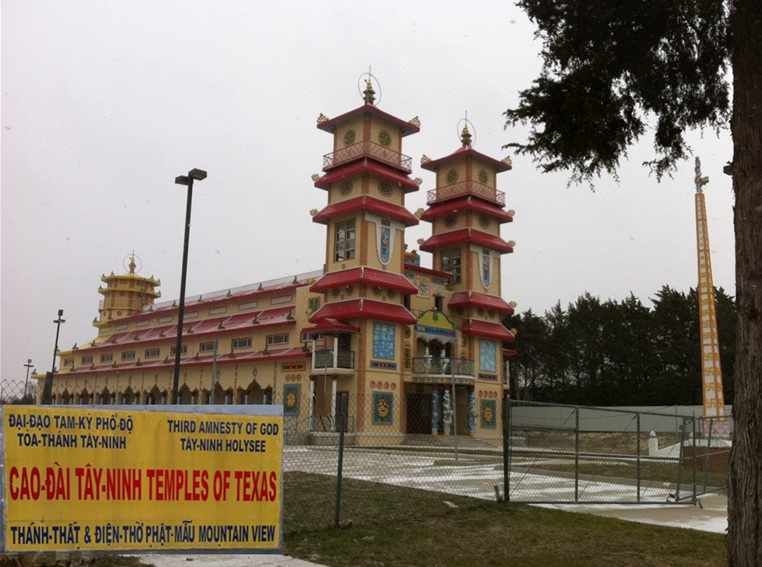
Каодаїстський храм в Далласі, штат Техас

### Каодай в XXI столітті
Зараз чисельність послідовників Каодай у світі складає, за різними підрахунками, від трьох до дванадцяти мільйонів віруючих. Крім В’єтнама, Каодай поширений в Камбоджі, серед в’єтнамської діаспори в США, представлений в Канаді, Франції, Англії, Німеччині, Австралії, Японії.

## Структура та ієрархія

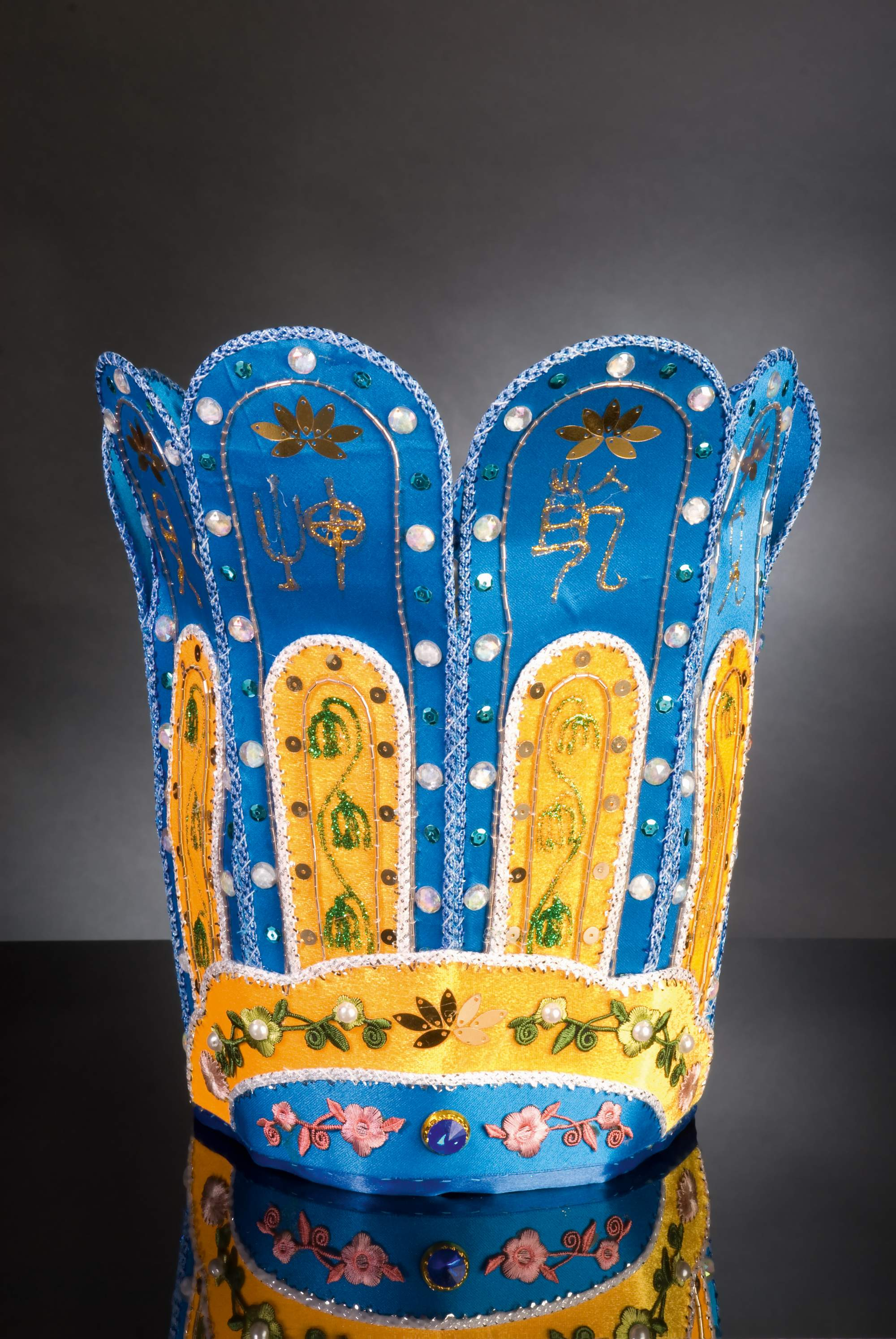
Головний убір кардинала Каодай

## Віровчення
Основними постулатами каодаїстського вчення є:

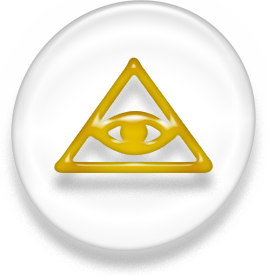
Символ Каодай

### Священні тексти
Священними книгами Каодай є:
- «Тхай нгон» — збірник одкровень, отриманих засновниками релігії в 1920—1930 роках;
- «Тан люат» (в’єтн. Tân Luật), або Новозаконня — збірник коментарів і тлумачень до одкровень.

#### Етичне вчення
Заповіді Каодай, «П’ять заборон», проголошують:
- не вбивай.
- не кради, оскільки це веде на хибний шлях прагнення до багатства і влади.
- не вживай м’яса, постись і утримуйся від вживання алкоголю, що губить тіло і дух.
- не піддавайся порокам, живи скромно.
- не бреши.

Від віруючих також вимагають збереження моралі в конфуціанському розумінні, шана до «духів великих людей», відмову від насильства, дотримання постів (відмова від тваринної їжі), читання молитов і участь в храмових ритуалах.

## Храмові богослужіння

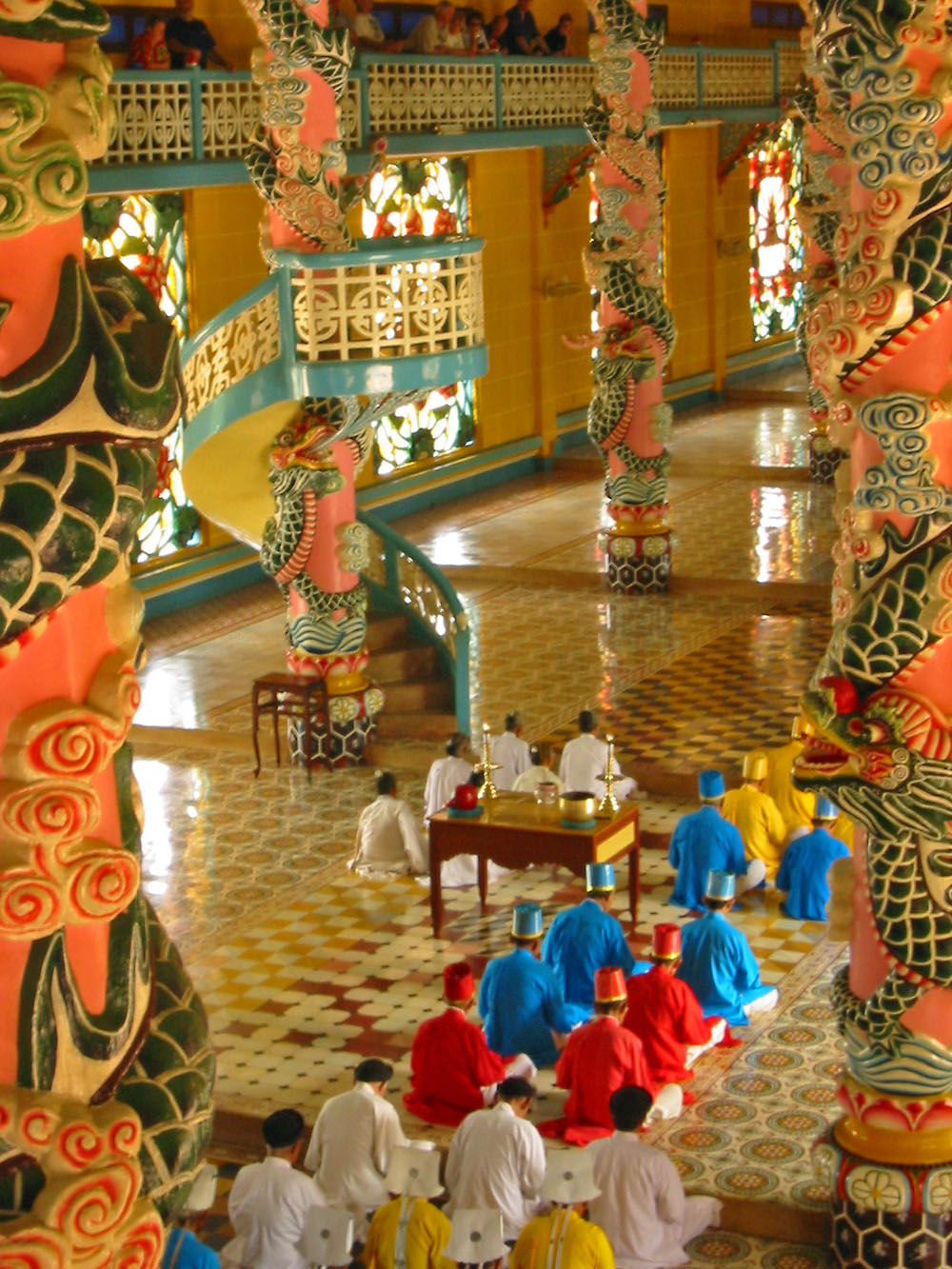
В храмі Каодай

## Відображення в культурі
Секта Каодай і її військово-політична роль описуються в одній з глав роману Грема Гріна «Тихий американець» і в шпіонському романі «Гра втемну» в’єтнамського письменника Тхьєна Лі. Дія обох творів відбувається у В’єтнамі в 1954 році.

### Книги
російською мовою
- Благов С. А. Каодаизм во Вьетнаме / автореферат диссертации канд. исторических наук. — М.: Институт этнологии и антропологии имени Н. Н. Миклухо-Маклая АН СССР, 1991a.
- Благов С. А. Синкретические вероучения и «крестьянская политика»: введение в изучение каодаизма и буддизма хоа-хао // Локальные и синкретические культы / Отв. ред. С. А. Арутюнов; АН СССР, Ин-т этнологии и антропологии им. Н. Н. Миклухо-Маклая. — М.: Наука, 1991b. — С. 163—188. — 318 с. — (Религии в XX веке). — 3000 экз. — ISBN 5-02-017122-0.
- Благов С. А. Као-дай // Философия буддизма: энциклопедия / отв. ред. М. Т. Степанянц; Ин-т философии РАН. — М.: Издательская фирма «Восточная литература» РАН, 2011. — С. 358—360. — 1045 с. — 1000 экз. — ISBN 978-5-02-036492-9.
- Колотов В. Н. Сайгонские режимы: религия и политика в Южном Вьетнаме, 1945—1963 гг. — СПб.: Издательство СПбГУ, 2001.
- Колотов В. Н. Приговор по делу о контрреволюционной деятельности некоторых реакционных элементов в руководящих кругах секты Као Дай (Тэйнинь) как новый источник по мирской истории каодаизма // Историография и источниковедение стран Азии и Африки. — СПб., 2004a. — С. 77—93.
- Колотов В. Н. Этнорелигиозные сообщества во Вьетнаме в контексте системы региональной безопасности: история и современность // Проблемы современной Азии: история, конфликты, геополитика. — М.: Издательство СПбГУ, 2009. — С. 94—180.
- Корнев В. И. Буддизм и его роль в общественной жизни Азии. — М.: Наука, 1983. — 248 с.

### Статті
російською мовою
- Глазкова Е. А. Каодаизм в современном мире : [арх. 23 квітня 2016] // Ойкумена. Регионоведческие исследования. — 2010. — № 1.
- Колотов В. Н. Институты «новых религий» как инструмент управления конфликтом : [арх. 21 грудня 2012] // Международные процессы. — 2004b. — № 3(6). — С. 96—105.
- Коткина О. Синкретичные учения составляют конкуренцию Компартии Вьетнама : [арх. 24 квітня 2016] // НГ-Религии. — 2015. — 2 вересня.
- Сазонов В. Лев Толстой как зеркало вьетнамского спиритизма (о религии Каодай) : [арх. 12 лютого 2013].

іншими мовами
- Blagov S. A. A tale of two assassinations: Vietnam's JFK : [арх. 7 квітня 2013] :  [англ.] // Asia Times. — 2003.
- Jammes J. Divination and Politics in Southern Vietnam: Roots of Caodaism : [арх. 23 грудня 2012] :  [англ.] // Social Compass[en]. — 2010. — № 57(3). — P. 357—371. — doi:10.1177/0037768610375520.
- Nguyễn Tấn Hưng. The Sumary of Cao-Dai Meditation : [арх. 26 квітня 2016] :  [в’єтн.].